# Монорельсовая железная дорога

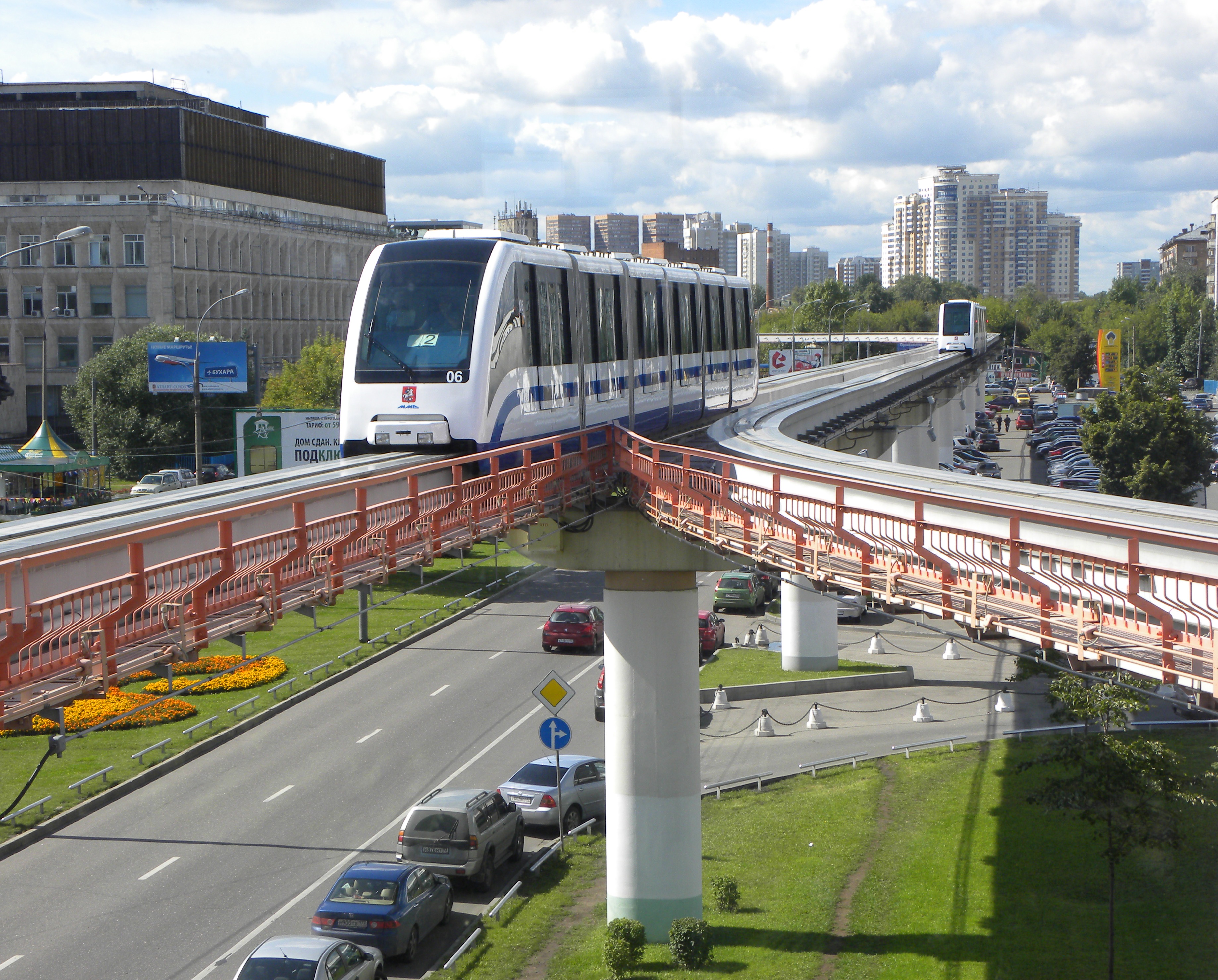
Московский монорельс, Москва

Моноре́льсовая желе́зная доро́га (устар. однорельсовая железная дорога) — разновидность рельсового транспорта, в котором вагоны с пассажирами или вагонетки с грузом перемещаются по установленной на эстакаде или отдельных опорах балке — монорельсу. Подпадает под общее определение метрополитена, будучи внеуличной системой, пролегающей в пределах городской агломерации.

## Конструкция

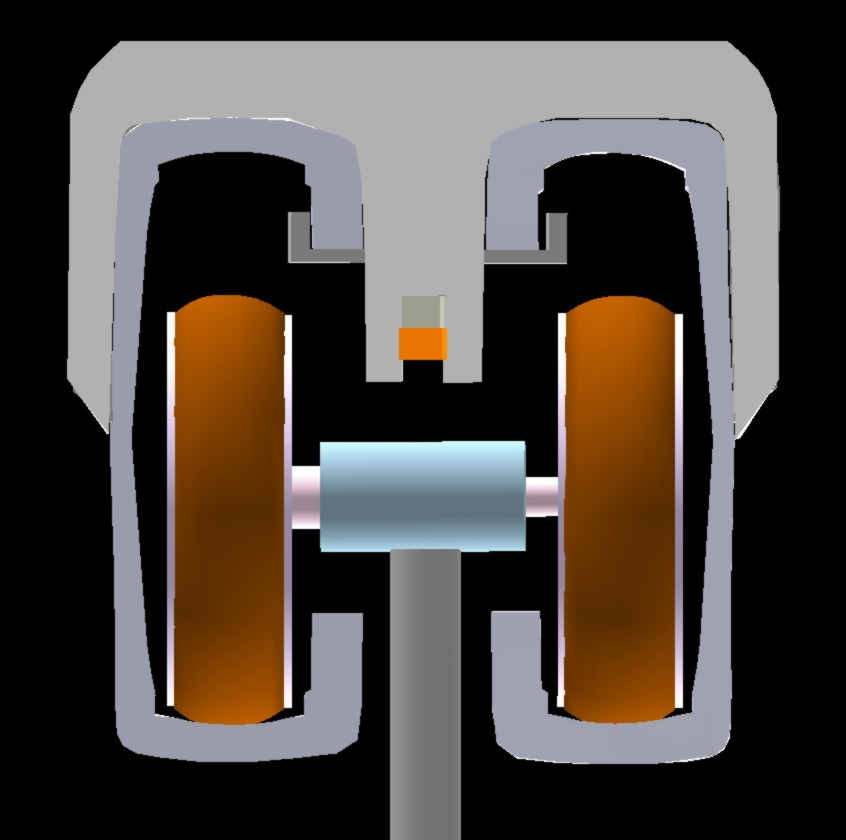
Устройство подвесного монорельса

Монорельсовая система делится по способу подвеса состава на подвесную, опорную и с боковым подвесом.

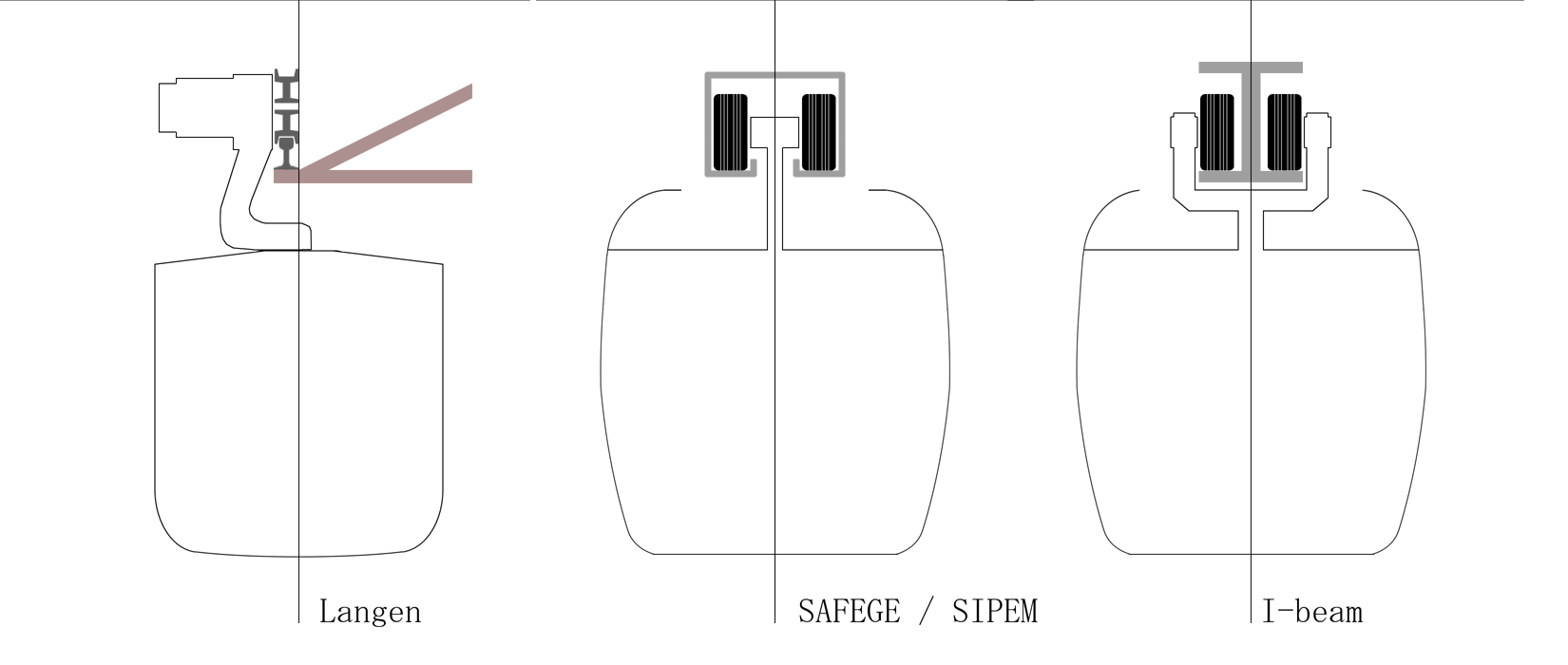
Подвесная система. Варианты исполнения.

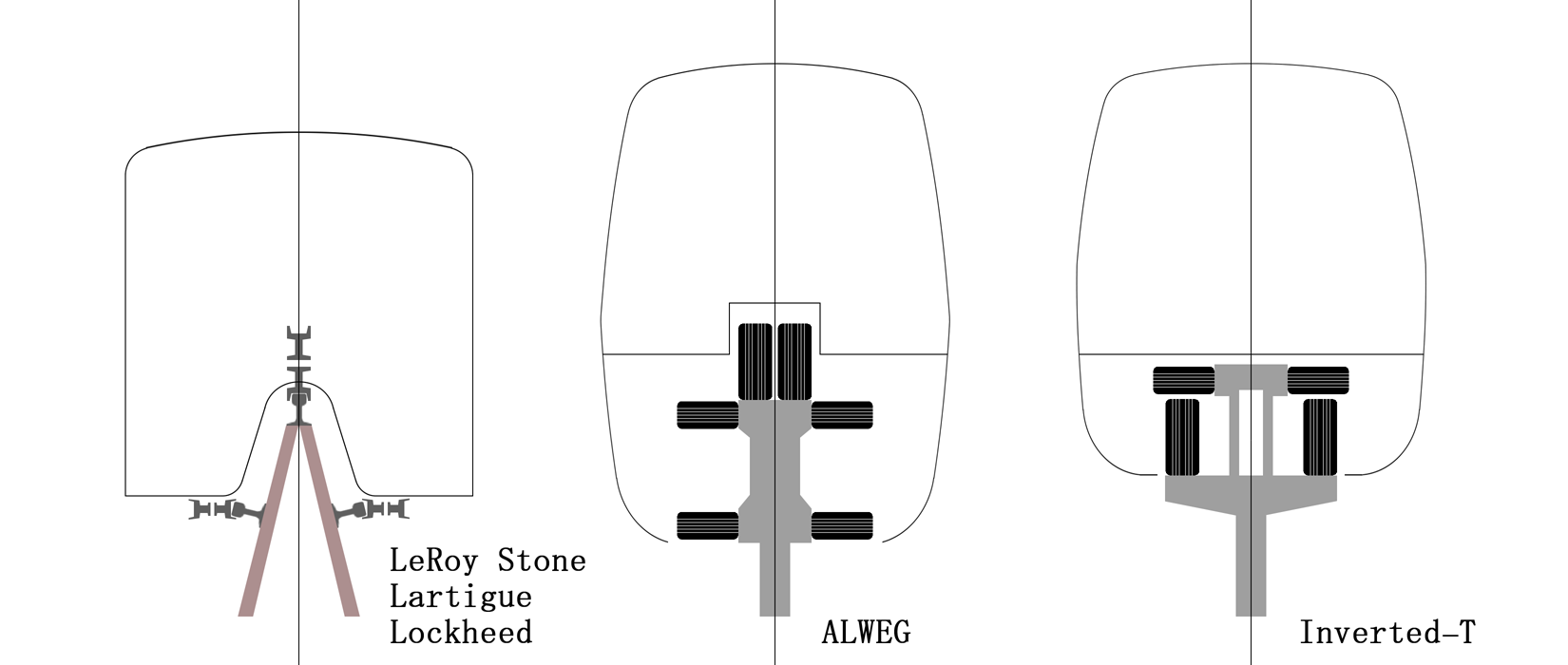
Опорная система. Варианты исполнения.

## История

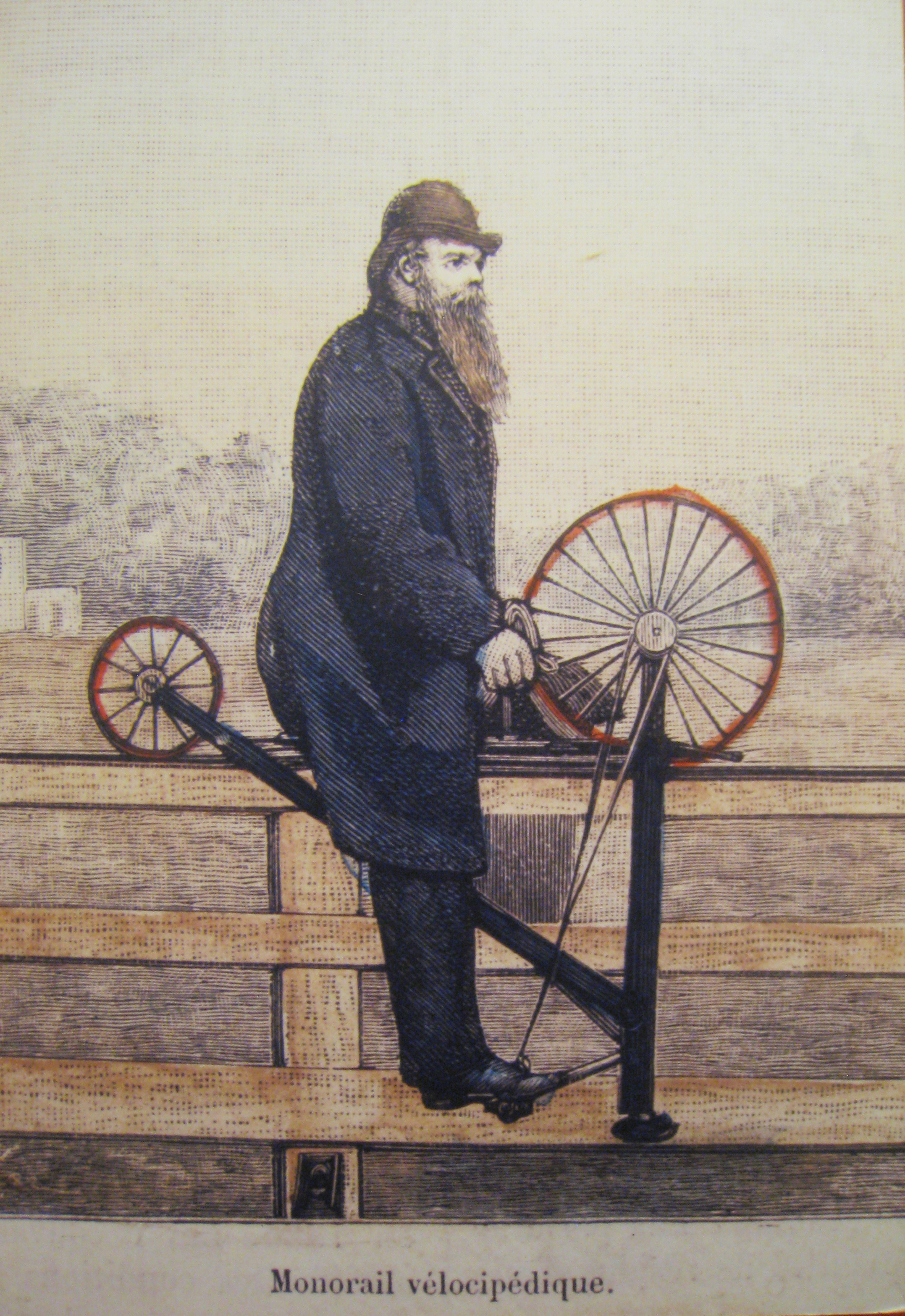
Велосипедный монорельс конструкции Артура Гочкиса (1890-е гг.)

### XIX век
Первый монорельс в мире появился в 1820 году в России. Тогда житель подмосковного села Мячково Иван Эльманов построил «Дорогу на столбах» — по верхнему продольному брусу катились вагонетки, которые тянули лошади.
Немногим позже, независимо от русского изобретателя, монорельс схожей конструкции был изобретён в Великобритании Генри Робинсоном Палмером. Он запатентовал своё изобретение 22 ноября 1821 года. В 1824 году в Великобритании был построен первый действующий монорельс. Он использовался на военно-морской верфи исключительно для перевозки грузов.
Первый пассажирский монорельс в мире был открыт 25 июня 1825 года. Он был устроен по принципу Пальмера.
В общем в конце XIX века монорельс был частым гостем на разнообразных выставках. В 1872 году монорельс на кабельной тяге демонстрировался в Лионе, в 1891 году в Сент-Луисе демонстрировался монорельс с вагонами наподобие трамвайных.
В то же время создание действующего, работоспособного монорельса оказалось гораздо более сложным делом. В XIX веке было создано огромное количество конструкций монорельса, но большинство из них так и остались на бумаге, а те, которые были реализованы, не отличались долголетием. В 1878 году начал действовать паровой монорельс, соединяющий Брадфорд и Гилмор (Пенсильвания). Его длина составляла 6,4 км. Этот монорельс создавался для перевозок промышленного оборудования, но он также перевозил пассажиров. Брадфордский монорельс закрылся вскоре после случившейся 27 января 1879 года серьёзной катастрофы, когда погиб машинист монорельса и три его пассажира.
После этого в течение примерно полувека ничего нового в области строения монорельса не происходило. Попытки создать работоспособный монорельс, теперь уже на паровой тяге, возобновились в конце XIX века. Известно, что в 1872 году на политехнической выставке в Москве демонстрировался участок монорельсовой дороги конструкции инженера Лярского. В 1876 году паровой монорельс демонстрировался на выставке Centennial Exposition в США. Длина трассы монорельса составляла 170 ярдов (около 150 м).
С развитием электротехники на монорельсах стали использовать электрический привод. Одна из первых электрических монорельсовых дорог, известная как Enos Electric Railway, была построена в 1887 году в Гринвилей, Нью-Джерси.

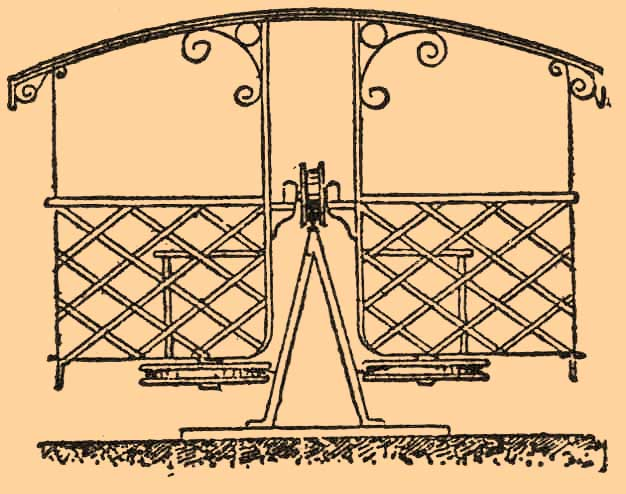
Иллюстрация из энциклопедического словаря Брокгауза и Ефрона

Как уже было указано выше, несмотря на активные поиски, создать монорельс, способный быть полноценным транспортным средством, в XIX веке так и не удалось. Единственный успешный монорельс той эпохи — построенный в Ирландии в 1888 году монорельс, соединявший Баллибунион и Листоуэл. Он просуществовал до 1924 года. Однако распространения эта конструкция не получила (более подробно — см. Монорельс системы Лартига).
Первые монорельсы на конной тяге были подвесными. Паровые монорельсы имели своеобразную полуподвесную конструкцию: состав опирался на несущий рельс, стабильность обеспечивалась боковыми направляющими рельсами. Поперечный разрез такого пути напоминал букву «А», где верхняя точка соответствует несущему рельсу, а точки соединения боковых сторон и поперечной перекладины — направляющим. С появлением электрических монорельсов снова стала использоваться подвесная компоновка.
Однако предлагались и более необычные конструкции. В 1894 году в США была построена монорельсовая железная дорога Boynton Unicycle Railway. На этой дороге поезд опирался на один несущий рельс, сверху же проходил поддерживающий деревянный рельс. Основным недостатком такой дороги было то, что на поворотах из-за инерции («центробежной силы») на поддерживающий рельс действовали высокие нагрузки.
В 1869 г. устроена была в виде опыта однорельсовая железная дорога системы Ларманжа на участке от ле-Ренси до Монфермея. В этой системе два главных колеса вагона, расположенные по продольной оси его, поддерживаются одним рельсом. Последний возвышается над уровнем земли всего на 20 мм. Для устойчивости под серединой вагона расположены два боковых колеса, катящиеся по земле, как в обыкновенных экипажах. Для ослабления толчков на неровностях, колёса — на рессорах. Боковые колёса локомотивов служат вместе с тем для передачи движения. Система эта была применена в некоторых местах Франции и Португалии, но затем была вытеснена лучшими устройствами.Энциклопедический словарь Брокгауза и Ефрона (1890—1907)

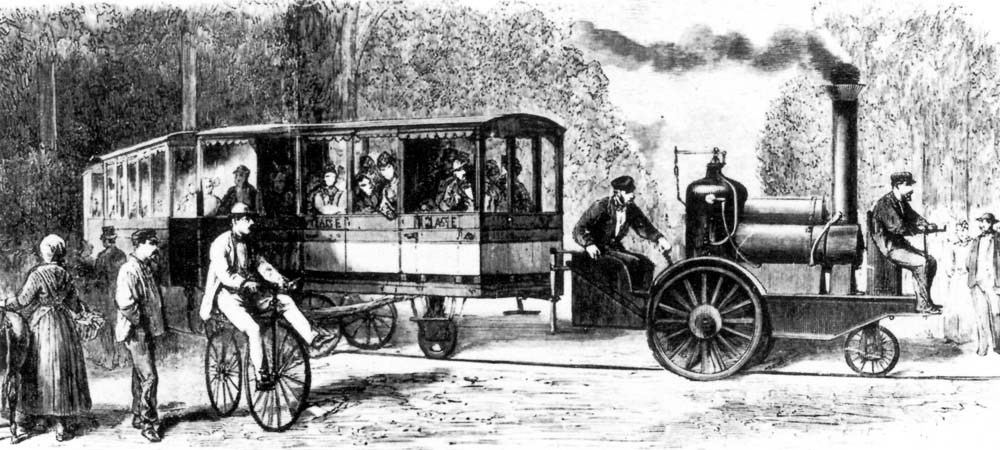
Монорельс Larmanjat

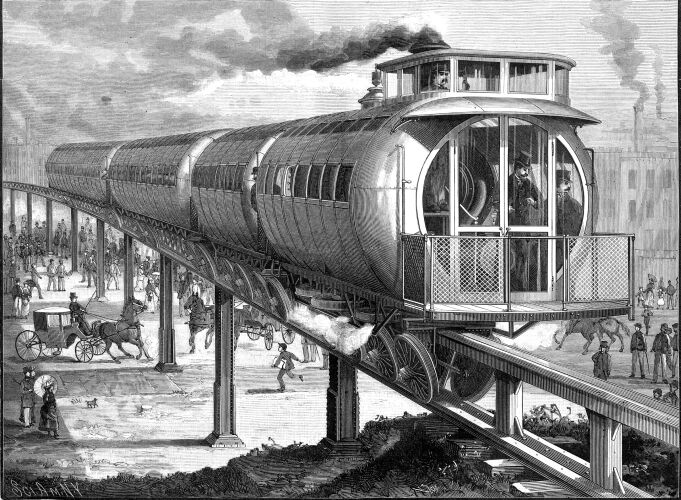
Монорельс Meigs

В конце XIX века появились опорные монорельсы. В 1886 году в США был построен опытный монорельс такого типа, Meigs Monorail, но в те времена распространения такая конструкция не получила.
Появившаяся в Америке система капитана Мейгса составляется из двух рельсов, расположенных один над другим отвесно и поддерживаемых металлическими колоннами. В основание этой системы положена идея сосредоточения всего давления, передаваемого на путь подвижным составом, в осевой линии поезда. Каждый вагон покоится на паре поворотных тележек, поддерживаемых двумя направляющими горизонтальными колёсами и четырьмя наклонными колёсами, с клиновидными желобами по ободу. Последние катятся на двух рельсах квадратного сечения, прикреплённых к нижним поясам решётчатых балок, образующих нижнее строение пути. Горизонтальные колёса локомотива служат, вместе с тем, для передачи движения, а потому эти колёса, для увеличения давления, прижимаются особыми приспособлениями к рельсам.Энциклопедический словарь Брокгауза и Ефрона (1890—1907)
|  |  |  |  |

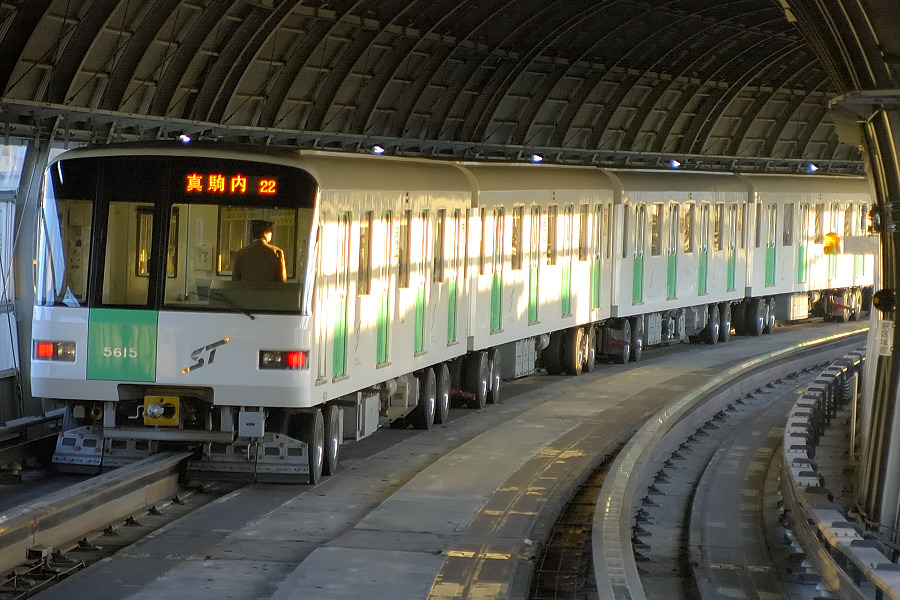
Метрополитен на шинном ходу в Саппоро, Япония

В Саппоро используются вагоны на шинном ходу, для страховки схода поезда с колёс в случае разрыва шин используется находящийся под днищем вагона монорельс, вполне возможным является использование в будущем на этих линиях монорельсовых вагонов.

## Преимущества и недостатки

### Преимущества
- Основное преимущество монорельсовой дороги заключается в том, что она, как и традиционный метрополитен, не занимает место на перегруженных магистралях города, но, в отличие от метро, гораздо дешевле в строительстве (монорельсовые линии, используемые в качестве городских пассажирских линий — ещё одна возможная реализация метрополитена).
- Монорельсовый состав может преодолевать более крутые вертикальные уклоны по сравнению с любым железнодорожным двурельсовым транспортом.
- Скорость, развиваемая монорельсом, в теории может значительно превышать скорость традиционных рельсовых составов, так как отсутствует опасность схода состава с рельсов. Кроме того, вероятность столкновения с другими объектами дорожного движения ничтожно мала.
- Обзорность шире по всем сторонам движения из-за поднятия транспортных линий на определённую высоту. По этой причине многие виды монорельсов рассматриваются как основной кандидат на обзорно-экскурсионный транспорт в парках развлечений и других рекреационных территориях. В частности, монорельс в парке Дисней (США), в зоопарке Ueno Zoo (Япония) и монорельс Wolmido для доступа туристов на популярный одноимённый остров в Южной Корее.
- Пониженная шумность, в некоторых случаях тише традиционного трамвая из-за использования тихих электродвигателей и прорезиненных колёс, ставших практически обязательными почти во всех видах монорельса. Шум немецкого монорельса Wuppertaler Schwebebahn после реконструкции составляет около 56 дБ[12] (50 дБ — разговор средней громкости, тихая улица, стиральная машина, согласно статье о звуковом давлении).
- Быстрота строительства и ввода в эксплуатацию по сравнению с подземным метрополитеном без необходимости дорогостоящего выкапывания подземных тоннелей или переноса подземных коммуникаций. В частности по технологии монорельса SIPEM (H-Bahn) установка трёх опор в законченном виде предусматривается за 6 рабочих дней[13].

### Недостатки
- Для удержания и стабилизации на единственном рельсе обычно параллельно используется несколько пар колёс — в отличие от обычной классической системы с двумя рельсами, где пара одна. Соответственно, возрастает расход энергии в результате возрастания сопротивления движению по сравнению с обычной системой с двумя рельсами.

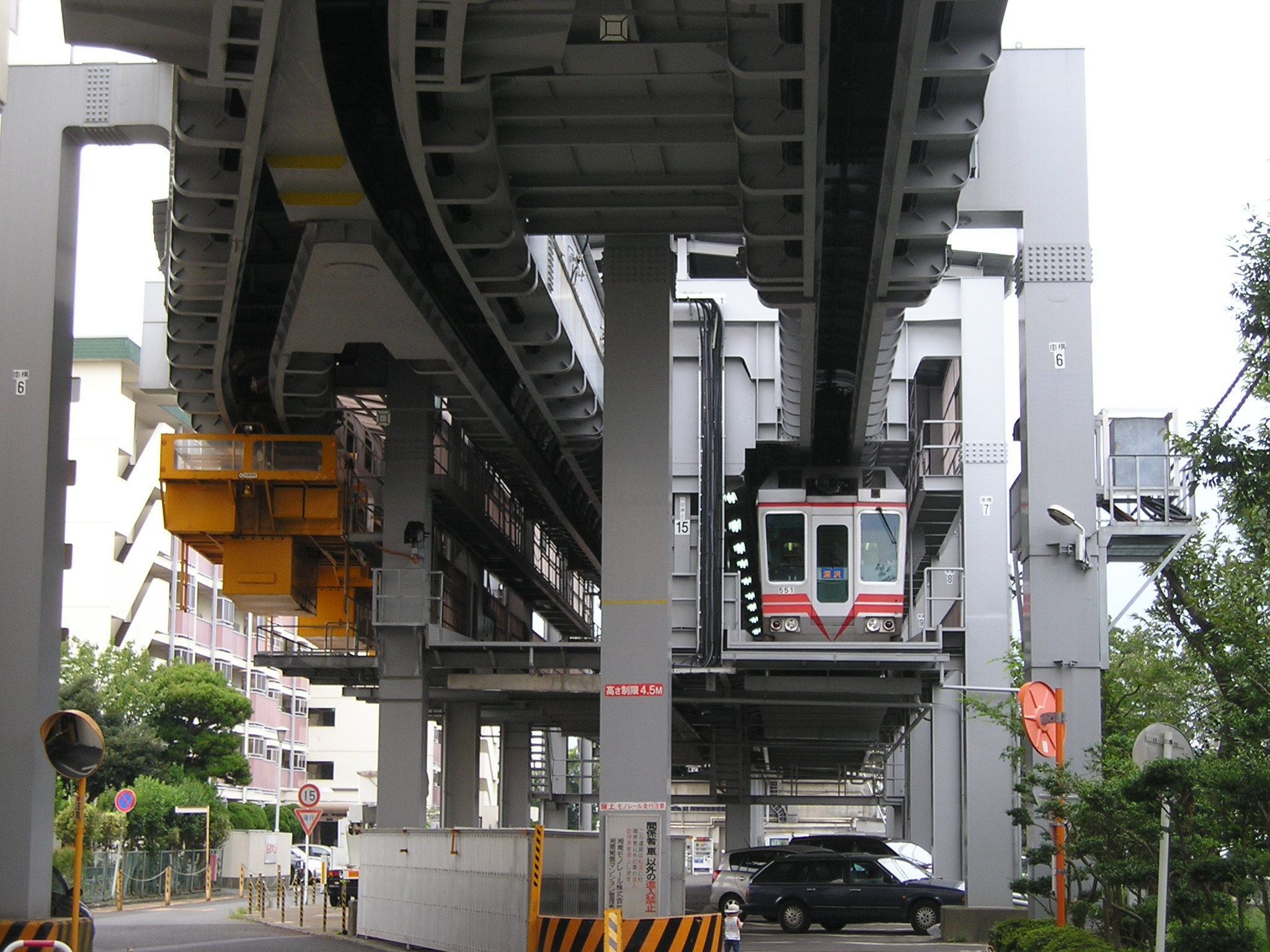
Монорельсовая стрелка является гораздо более материалоёмким и, как следствие, дорогостоящим сооружением, чем на обычных железных дорогах

- Монорельсовая стрелка — сложное сооружение, время перевода монорельсовой стрелки — 30 с, в отличие от обычных железнодорожных (в том числе трамвайных) стрелок, которые переводятся за долю секунды.
- На практике монорельсовый транспорт часто движется с низкой скоростью, а монорельсовые дороги не могут справиться с большими пассажиропотоками (исключения: ALWEG-монорельсы от Hitachi и Bombardier и H-Bahn[нем.]).
- Монорельсовые дороги почти нигде не стандартизированы. Исключением является Япония.
- Существует потенциальная опасность падения состава с большой высоты (по сравнению с трамваем) — особенно у подвесных систем.

## Распространение и области применения
См. также список монорельсов

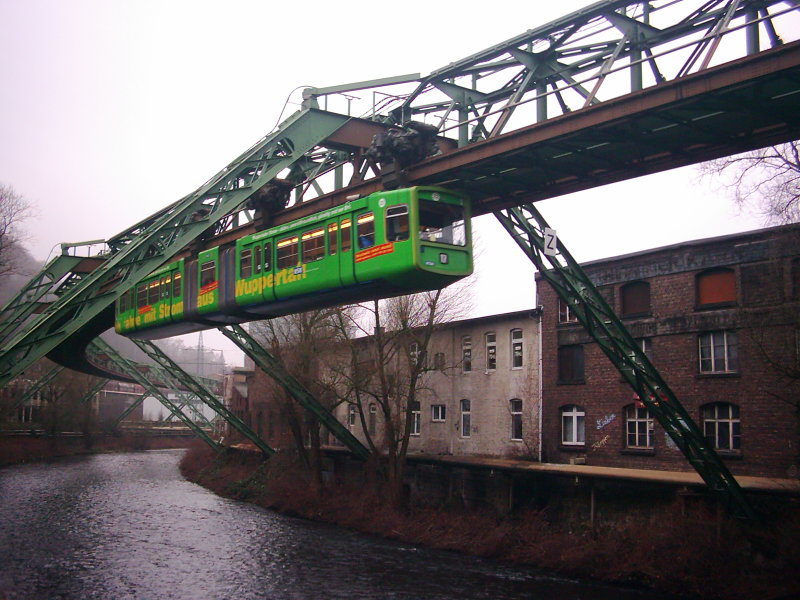
Вуппертальская подвесная дорога. 10 километров путей проходят над руслом реки Вуппер на высоте около 12 метров, остальные 3,3 км — над улицами города на высоте около 8 метров.

Монорельсы применяются в следующих областях:
- В парках развлечений, зоопарках, в больших торговых центрах и т. д.
- В аэропортах в качестве внутреннего транспорта (между терминалами, между терминалами и парковками, или между терминалом и приписанной к аэропорту пригородной железнодорожной станцией).
- Для прямой связи аэропорта с центрами ближайших городов.
- В роли городского общественного транспорта — как разновидность метрополитена.
- В горной промышленности[14].

По состоянию на начало 2007 года количество монорельсов, выполняющих функции общественного транспорта (далее — ОТ) невелико. В Европе имеется всего три таких монорельса, в Вуппертале, Дортмунде и Москве (см. Московский монорельс, закрыт в 2025 году). Их общая протяжённость составляет 21 км (13,3+3+4,7). В Дюссельдорфе действует монорельс, связывающий аэропорт и железнодорожную станцию (2,5 км).
В Северной Америке есть три таких монорельса: в Сиэтле (см. Монорельс Сиэтла), Джексонвиле (см. Монорельс Джексонвилла) и Лас-Вегасе. Их общая длина — 14,8 км (1,5+7+6,3). В будущем планируется расширение монорельса в Лас-Вегасе. В то же время планы развития монорельса в Сиэтле были отвергнуты населением на референдуме из-за непомерно высокой стоимости.

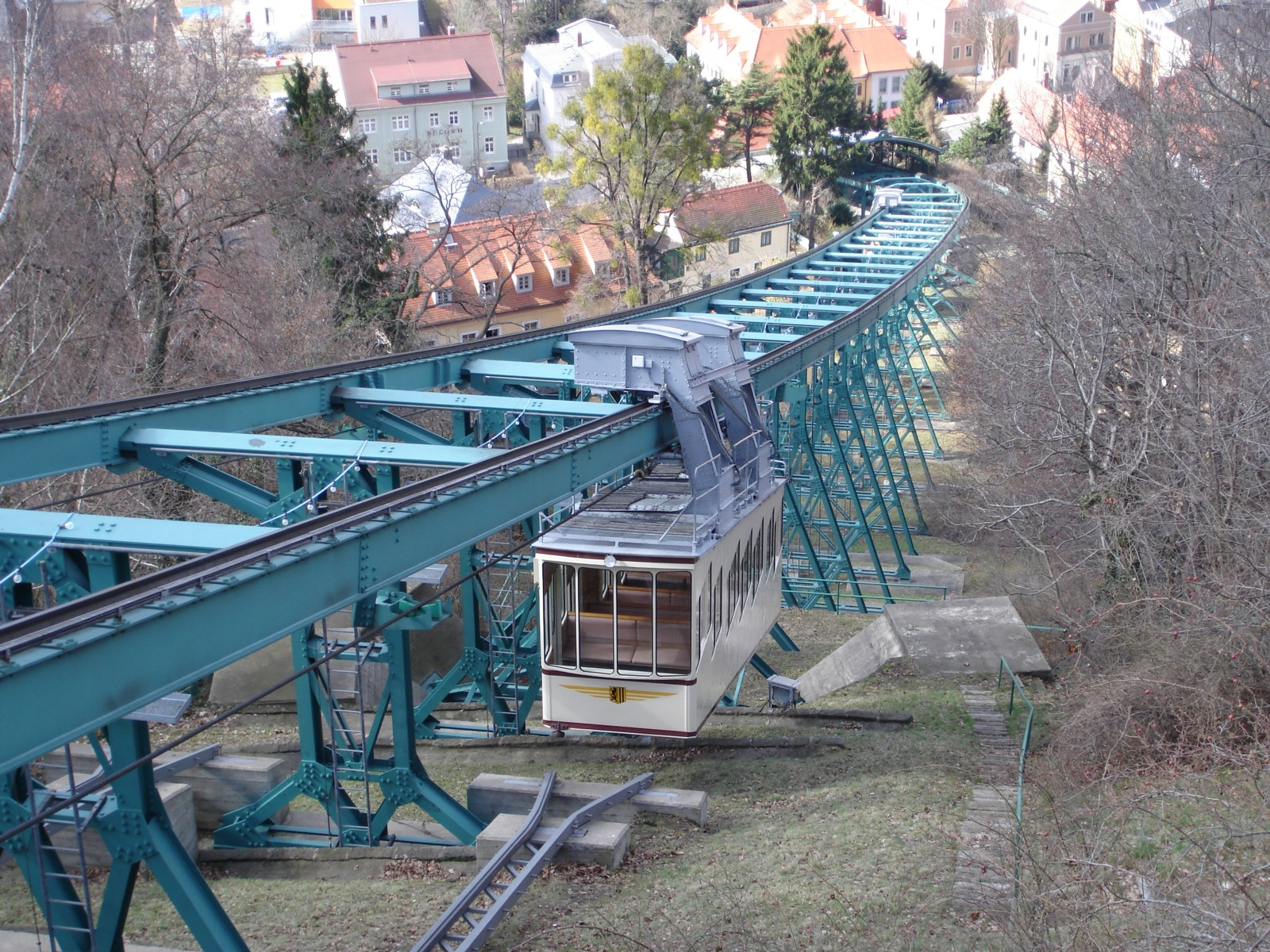
Дрезденская подвесная дорога. Трасса дороги

В Ньюарке действует монорельс, связывающий аэропорт, парковки и железнодорожную станцию (4,8 км). Самый протяжённый монорельс Северной Америки расположен в Диснейленде во Флориде. Протяжённость его трассы — 23,6 км.
Совсем другая ситуация наблюдается в Азии. Здесь монорельс рассматривается как перспективный вид транспорта. Строятся новые системы. Больше всего монорельсов-ОТ в Японии. Здесь такие монорельсы действуют в восьми городах. Крупнейшая монорельсовая система действует в Осаке (протяжённость — 23,8 км). Общая же протяжённость японских монорельсов-ОТ — 102 км. Некоторые из японских монорельсов по своему пассажиропотоку соответствуют традиционному метрополитену.
В Малайзии монорельс-ОТ действует в Куала-Лумпуре (с 2003 года, 8,6 км). Ещё в нескольких городах этой страны монорельсы-ОТ строятся. В Чунцине (Китай) с 2005 года действует монорельс протяжённостью 13,5 км. Монорельсы также строятся в Сингапуре (планируемая длина — 2,1 км), Джакарте (27 км), Объединённых Арабских Эмиратах, Тегеране, нескольких других (помимо Чунциня) городах Китая.

### Монорельс в России
Каждое колесо его поезда представляло собой гигантский шар высотой с человеческий рост. Боковушки шаров — срезаны, здесь проходят оси и установлены электродвигатели. Два таких шара, «одетые» в резину, закреплены в голове и хвосте цилиндрического вагона. Шары выступают наружу через прорези в днище.

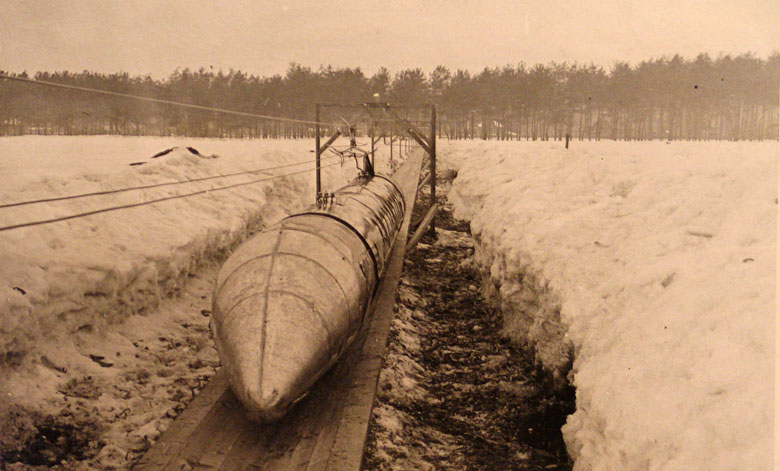
Общий вид шаропоезда конструкции Николая Ярмольчука (1932 г.)
Каждое колесо его поезда представляло собой гигантский шар высотой с человеческий рост. Боковушки шаров — срезаны, здесь проходят оси и установлены электродвигатели. Два таких шара, «одетые» в резину, закреплены в голове и хвосте цилиндрического вагона. Шары выступают наружу через прорези в днище.

Первый российский монорельс был построен в 1820 году в подмосковном селе Мячково. Иван Эльманов построил «дорогу на столбах», на ней по верхнему продольному брусу катились вагонетки, которые тянули лошади.
Опыты с подвесной дорогой по проекту инженера И. В. Романова были сделаны в 1895 году в Одессе. Затем передвижная модель подвесной железной дороги была продемонстрирована им в 1897 году в Санкт-Петербурге в 8-м отделе Императорского Русского технического общества и на выставке судоходства. В 1899 году первая электрифицированная подвесная монорельсовая дорога длиной в 100 саженей (213 м) была установлена в Гатчине Петербургской губернии (по месту нахождения императорской резиденции) на участке земли между Балтийской ж. д. и Гатчинским заводом. Выбор Гатчины был неслучайным, это был личный город царской династии и там регулярно бывали императоры с семьями и многочисленные придворные с чиновниками правительств и другими важными гостями, поэтому все модные новинки городской инфраструктуры (канализация, телефон, освещение и т. д.) демонстрировались и опробовались именно там. Но заинтересовать изобретениями Ипполита Романова никого не удалось, Российская империя продолжала закупать наземные трамваи и всё оборудование к ним за рубежом (в США, Германии, Италии).

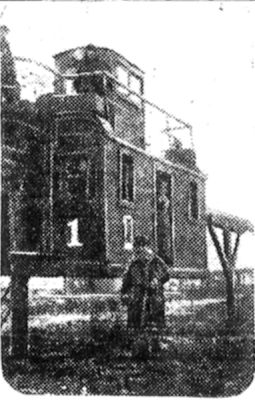
Лесовозный монорельс, монорельсовая дорога между г. Бор и с. Красный Яр, Нижегородский край, 1933 год

В 1919 г. под руководством П. П. Шиловского началось строительство монорельсового железнодорожного пути Петроград — Детское Село — Гатчина. В теоретическом основании монорельсовой железной дороги принимали участие известные ученые, в том числе Н. Е. Жуковский. За опытной дорогой было признано общегосударственное значение, а руководство строительством её поручено Высшему совету народного хозяйства. Всего за один год, под руководством Шиловского, группа инженеров выполнила подробный рабочий проект дороги и поезда. Поезд должен был состоять из двух вагонов и двигаться со скоростью 150 километров в час. Удалось проложить часть пути на расстояние около 12 километров, а петроградским заводам был передан заказ на постройку поезда. Однако работы, начатые летом 1919 года, постоянно замедлялись и были полностью прекращены в мае 1922 года из-за разрухи и нехватки средств.
В 1928—29 годах была построена первая в России промышленная Красноярская монорельсовая дорога с механической тягой между г. Бор и с. Красный Яр в Нижегородском крае. Дорога была построена акционерным обществом «Нижкапстрой» для освоения ценного соснового массива, удалённого от Волги и сплавных рек — Керженца и Дорогучи. Подвижный состав дороги включал 4 мотовоза и 68 вагонеток оригинальной конструкции (изготовлен в мастерских при строительстве дороги). Дорога эксплуатировалась с 1930 по 1935 год.
Решающим моментом для выбора именно этого типа дороги является пересечённый рельеф местности: дюнные всхолмления высотой до 3—6 м, чередуясь с болотами, потребовали бы слишком большого количества земляных работ для наземной (рельсовой или ледяной) дороги.
Дорога вступила в эксплуатацию в 1930 г. с подвижным составом: мотовозами конструкции М. П. Андреева в количестве 4 штук с моторами «АМО ф. 15» 36 л. с. и 68 вагонетками его же конструкции с металлическими вертикальными рамами. Годовая нагрузка дороги по проекту 1928 г. — 80 000 м3 на среднее расстояние вывозки 24 км. За время работы по 1 апреля 1935 года дорога перевезла 325 500 м3, в том числе 80 % ценной экспортной и деловой древесины.
За шесть лет работы эстакада дороги сильно износилась и была признана непригодной для дальнейшей эксплуатации, но полученный опыт применялся при дальнейшем строительстве однорельсовых дорог в СССР.
Ещё одна монорельсовая дорога в Горьковском крае — дорога Лысковского ЛПХ по маршруту Сельская Маза — Ялокша спроектирована и построена под руководством И. Городцова осенью 1934 г. Использовались рельсы Р-43. Столбы с поперечными брусьями установлены через каждые пять метров. Депо со стрелками, диспетчерская, пассажирская станция и перегруз находились в Сельской Мазе. К делянкам имелись ответвления. Никаких следов не осталось.
Подобная монорельсовая дорога была в Понизовском леспромхозе Макаревского района Костромской области, она работала недалеко от лесозаготовок Унжлага, и вывозила древесину по труднодоступным, заболоченным местам.
Самодельные двухъярусные локомотивы. Наверху — кабина и мотор от трактора СТЗ. Внизу — два деревянных пассажирских салона с окнами, каждый на 10 мест. Всего было построено 4 локомотива. Грузовые вагоны были снабжены пневмотормозами. Каждый вагон брал до 20 кубометров леса. Состав из 20 вагонов развивал скорость до 30 км/ч.
В Москве первые попытки построить монорельс проводились в 1933 году. В парке им. Горького была создана уменьшенная действующая модель «аэропоезда Вальднера» — модель пассажирского вагона длиной 2,5 метра с двумя воздушными винтами, передвигавшегося на эстакадах по среднему рельсу. Вагон мог развивать скорость до 120 км/ч и работал даже тогда, когда из-за сильных снежных заносов в Москве вставали трамваи. В 1935 году у платформы Северянин был сооружён участок эстакады в натуральную величину. В 1934 году началась подготовка к сооружению 500-километровой монорельсовой дороги по проекту вальднера в Туркестане, между городами Ташауз и Чарджоу. Однако строительство так и не началось, а в 1936 году все подготовительные работы были по неизвестным причинам свёрнуты.
В 1967 году планировалось построить разветвлённую линию подвесного монорельса от станции метро «Автозаводская» до железнодорожной станции Коломенская Павелецкого направления МЖД; был выпущен опытный вагон, который выставлялся на ВДНХ. Позднее оказалось, что на пути монорельса располагается район Царицыно — в то время посёлок Ленино, ставший районом массовой жилой застройки, и с его пассажиропотоком могла справиться только линия традиционного метрополитена.

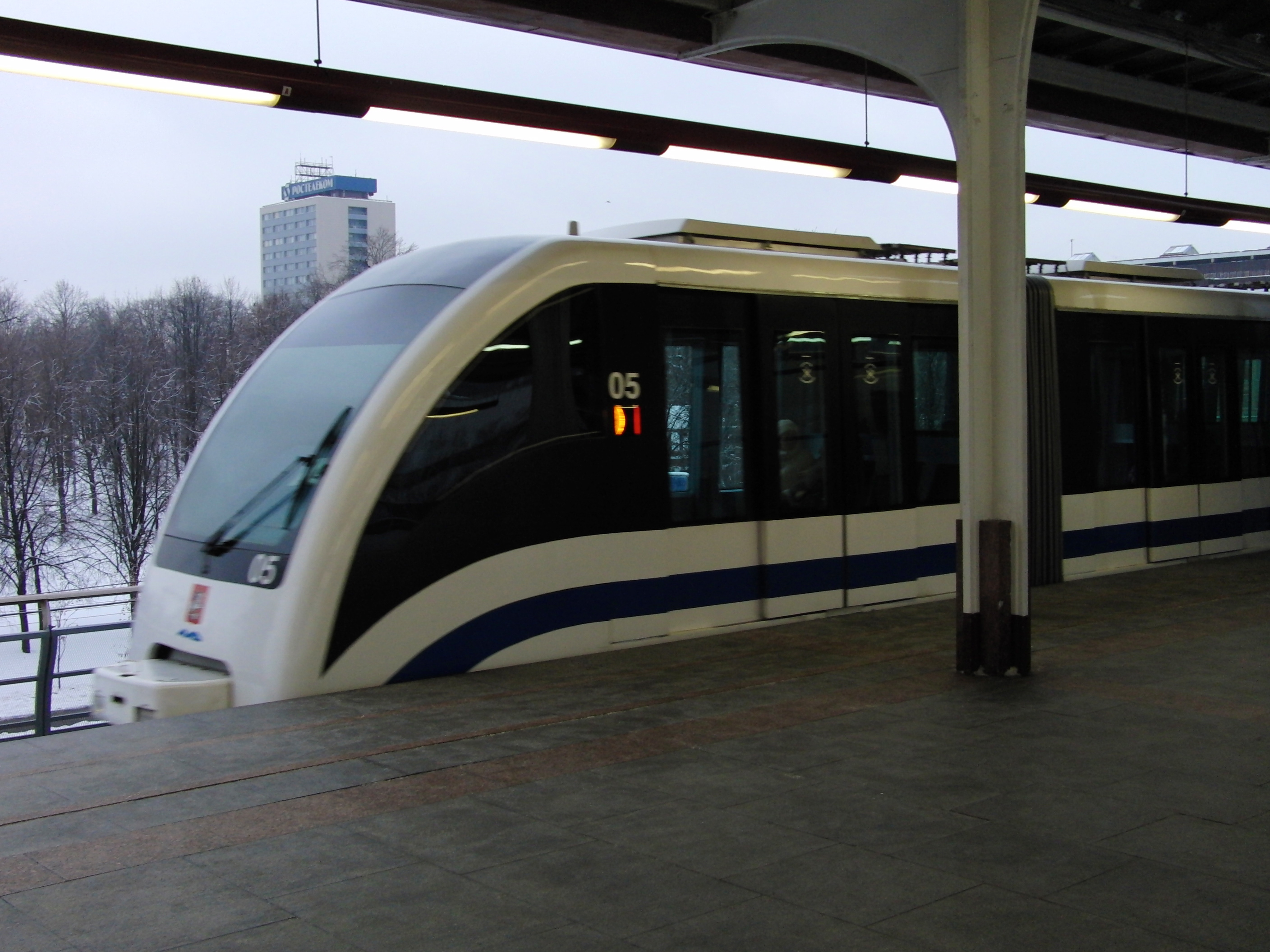
Состав Московского монорельса прибывает на станцию Телецентр

В начале 2000-х годов были проекты постройки монорельса в Воронеже, однако из-за высоких затрат на содержание монорельсовой линии они были отвергнуты.
20 ноября 2004 года открыта первая публичная монорельсовая дорога в Москве в районе Останкина, с 10 января 2008 года ставшая полноценным видом городского общественного транспорта. Особенность отечественной линии заключается в использовании составом линейного двигателя. С 23 января 2017 года в связи с нерентабельностью эксплуатации монорельса и снижения пассажиропотока ввиду открытия Московского центрального кольца монорельс был переведён в экскурсионный режим с интервалом следования поездов раз в 30 минут с 8:00 до 20:00.
Подвесная монорельсовая дорога по технологии немецкого монорельса H-Bahn может быть построена в подмосковном Красногорске. С таким предложением выступила строительная компания «Мортон», застраивающая жилые микрорайоны и предложившая соединить Красногорск с Москвой линией монорельса, получившего название «Стрела». В 2016 году велось строительство опытного километрового участка трассы возле Новорижского шоссе и были начаты первые испытания. Был построен один экземпляр технического вагона для испытания телематики (доступно управление без машиниста). Дизайн каркасно-панельного кузова разработала студия FORMA, производство композитных деталей — компания «Автокомпозит» (Санкт-Петербург). Успешные испытания технического вагона открывали перспективу постройки пассажирских вагонов транспортной системы, дизайн и конструкция которых к тому моменту уже были разработаны. Однако в связи с продажей компании Мортон и её вхождения в состав группы ПИК работы по сооружению были приостановлены. В начале 2019 года стало известно о предварительной договорённости о создании монорельсового участка между Физтехом и технопарком Физтехпарк. Для нового проекта был обновлен внешний вид вагона — его длина и площадь остекления значительно увеличились.
В 2023 году было объявлено о планах по строительству линии рельсо-струнной эстакады во Всеволожском районе Ленинградской области.
В 2025 году ежедневное число пассажиров Московского монорельса снизилось и составило менее 2000 человек, что стало одной из причин, по которой власти Москвы обосновали план возможной ликвидации системы. Будущее монорельса было вынесено на предусмотренное для этого голосование на сайте «Активный гражданин». Жителям столицы предлагалось два варианта — сохранение монорельса в текущем виде и создание круглогодичного парка на высоте. 24 июня 2025 года мэр Москвы Сергей Собянин сообщил, что большинство голосов (71 %) проголосовало за создание парка на высоте. 27 июня 2025 года монорельс официально завершил свою работу.

## Галерея
| В Северной и Южной Америке | В Европе |  | В Азии |

## В кино
- В фильме «Бэтмен: Начало» Рас аль Гул захватывает поезд метрополитена и устанавливает в него излучатель, чтобы отправить его до башни Уэйн-Тауэр и отравить Готэм. Бэтмен смог уничтожить излучатель, поезд и Рас аль Гула.
- В фильме «451 градус по Фаренгейту» главные герои — Монтэг и Кларисса — передвигаются на монорельсе подвесного типа.
- В аниме «Сейлор Мун» 1 сезона 13 серии Усаги, Ами и Рей используют Линию аэропорта Ханеда, чтобы добраться до места битвы с Джедайтом.
- В компьютерных играх «Metro 2033» и «Metro: Last Light» главный герой в нескольких миссиях перемещаются на монорельсе в тоннелях секретного Метро-2.